# A Real Live Dolly
| Оценки критиков | Оценки критиков |
| Источник        | Оценка          |
| --------------- | --------------- |
| AllMusic        | [ 1 ]           |

A Real Live Dolly — первый концертный альбом американской кантри-певицы Долли Партон, выпущенный 29 июня 1970 года на лейбле RCA Victor. Его продюсировал Bob Ferguson. Он был записан 25 апреля 1970 года во время концерта в Sevier County High School в Sevierville (Теннесси). Альбом достиг 32 строчки в кантри-чарте Billboard Hot Country LP’s.

## История
О планах выпустить концертный альбом впервые было объявлено 28 февраля 1970 года в журнале Billboard. В статье говорилось, что 25 апреля будет вторым ежегодным Днём Долли Партон в её родном городе и что она проведет благотворительное шоу в своей старшей школе alma mater, чтобы создать фонд стипендий и приобрести музыкальные инструменты для учеников школы. Они также объявили о планах RCA записать выступление для концертного альбома. Далее в статье говорилось, что два автобуса артистов поедут из Нашвилла в Севьервиль, чтобы принять участие в благотворительном шоу.

## Отзывы критиков
Альбом получил положительные и умеренные отзывы музыкальной критики и интернет-изданий: AllMusic, Billboard, Cashbox, Record World.

## Коммерческий успех
Альбом поднялся до 32-го места в американском хит-параде музыки кантри Billboard Top Country Albums.

## Список композиций
| №  | Название                                                            | Автор(ы)                             | Длительность |
| -- | ------------------------------------------------------------------- | ------------------------------------ | ------------ |
| 1. | «Introduction by Cas Walker / Wabash Cannonball»                    | A. P. Carter                         | 1:49         |
| 2. | «You Gotta Be My Baby»                                              | George Jones                         | 2:07         |
| 3. | «Tall Man»                                                          | Billy Strange Juan Esquivel          | 1:31         |
| 4. | «Medley: Dumb Blonde / Something Fishy / Put It Off Until Tomorrow» | Curly Putman Dolly Parton Bill Owens | 3:57         |
| 5. | «My Blue Ridge Mountain Boy»                                        | Parton                               | 3:40         |
| 6. | «You All Come (Y'all Come)»                                         | Arlie Duff                           | 2:23         |
| 7. | «Bloody Bones (A Story for Kids)» (Spoken Word)                     | Parton                               | 3:34         |

| №  | Название                                              | Автор(ы)       | Длительность |
| -- | ----------------------------------------------------- | -------------- | ------------ |
| 1. | «Don Howser Makes Presentation» (Spoken Word)         |                | 2:33         |
| 2. | «Comedy by Speck Rhodes» (Spoken Word)                |                | 2:30         |
| 3. | «Run That by Me One More Time» (с Портером Вагонером) | Parton         | 3:13         |
| 4. | «Jeannie's Afraid of the Dark» (с Портером Вагонером) | Parton         | 2:58         |
| 5. | «Tomorrow Is Forever» (с Портером Вагонером)          | Parton         | 2:28         |
| 6. | «Two Sides to Every Story» (с Портером Вагонером)     | Parton Owens   | 1:42         |
| 7. | «How Great Thou Art»                                  | Stuart K. Hine | 4:27         |

| №   | Название                   | Автор(ы) | Длительность |
| --- | -------------------------- | -------- | ------------ |
| 15. | «Just Because I'm a Woman» | Parton   | 3:33         |
| 16. | «Daddy Come and Get Me»    | Parton   | 3:19         |
| 17. | «He's a Go Getter»         | Parton   | 2:02         |
| 18. | «Coat of Many Colors»      | Parton   | 3:20         |

## Чарты
| Чарт (1970)              | Высшая позиция |
| ------------------------ | -------------- |
| США (Top Country Albums) | 32             |